# Tozeur (stad)
Tozeur (Arabisch: توزر) is een oase en stad in centraal Tunesië. Tozeur is de hoofdplaats van het gelijknamige gouvernement en telt 32.400 inwoners. De plaats ligt ten noordwesten van het Sjott el-Djerid, tussen dit Sjott en het kleinere Sjott el-Gharsa in.
Men kan de stad vanuit de rest van Tunesië per trein, bus en gedeelde taxi bereiken. Verder ligt er een vliegveld bij de stad.
Met honderdduizenden palmbomen is de oase van Tozeur een grote oase. De dadels die uit Tozeur komen zijn zeer bekend. In vroegere tijden, toen er nog geen gemotoriseerd vervoer bestond, was deze oase van zeer groot belang voor het transport per dromedaris door de Sahara, dat met karavanen plaatsvond. In de oudheid stond de stad bekend onder de naam Tusuros, en was het een belangrijke Romeinse buitenpost.
In de medina (oude stad) van Tozeur vindt men traditionele bouwstijlen, klederdracht en nijverheid. Zoals elders in Tunesië is de bevolking over het algemeen zeer gastvrij ten aanzien van toeristen, en zijn er ook veel voorzieningen voor het toerisme. Vanuit Tozeur kan men reizen per kameel, de Sahara verkennen, en het Sjott el-Djerid leren kennen, waar men fata morgana's kan waarnemen. De film The English Patient (bekroond met 9 Oscars), met in de hoofdrollen Ralph Fiennes, Kristin Scott Thomas en Juliette Binoche is gedeeltelijk opgenomen in de buurt van Tozeur.

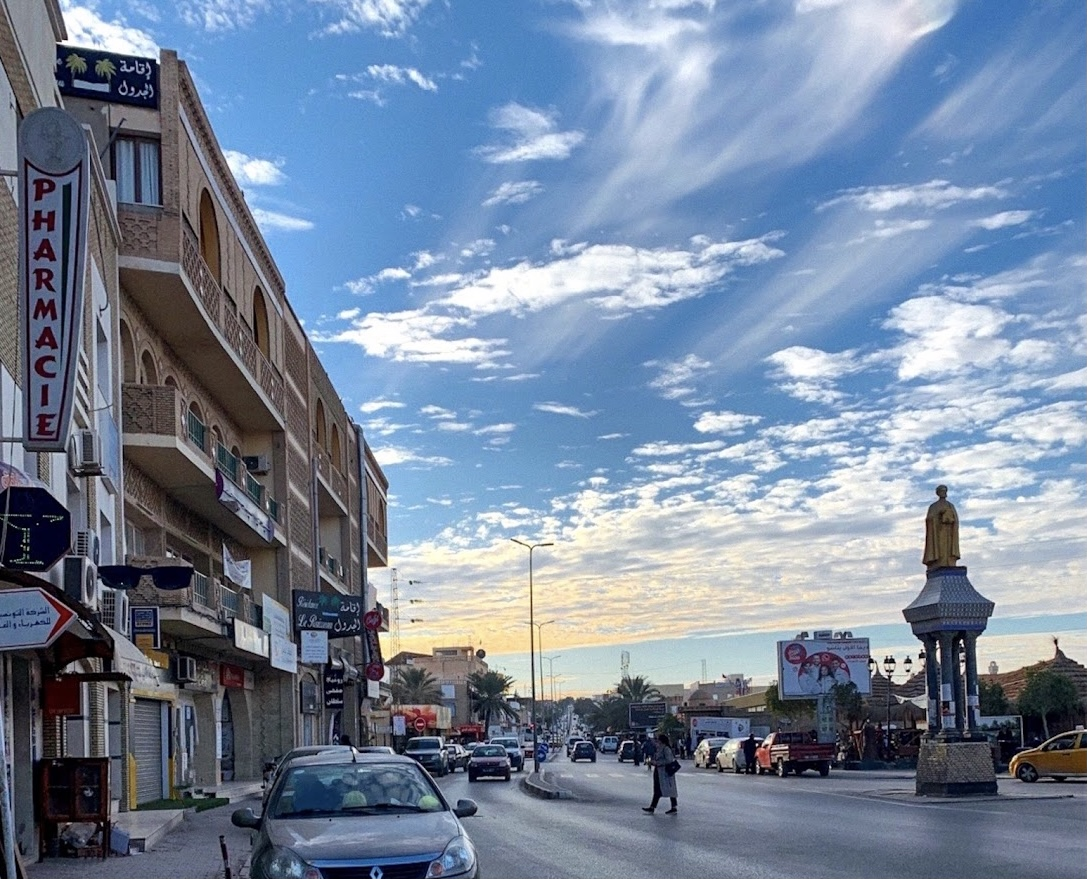
Avenue Farhat Hached

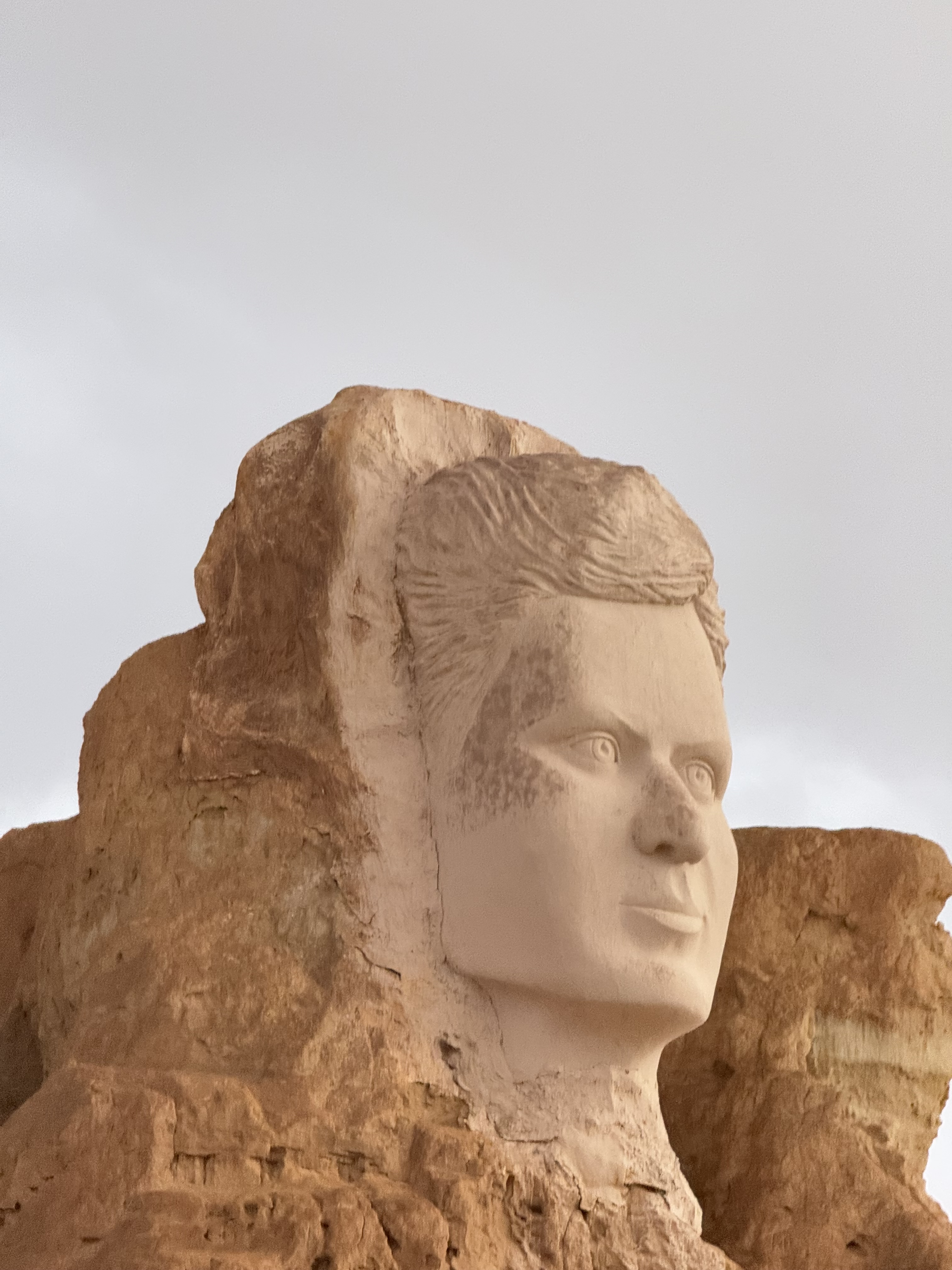
Portret d'Abou el Kacem Chebbi, Belvédère

## In populaire cultuur
- Op het Eurovisiesongfestival 1984 zongen de Italiaanse zangers Alice en Franco Battiato het lied I treni di Tozeur (De treinen van Tozeur). Ze eindigden op een vijfde plaats.